# Jozaria
Jozaria — це вимерлий рід стеблових непарнопалих, що належав до раннього та середнього еоцену формації Кулдана в Кохаті, Пакистан. Його та інших членів родини раніше класифікували як хоботних.
Досі виявлено лише один екземпляр, що належить до виду Jozaria palustris. Геологічні дані з місця знахідки свідчать про те, що тварина жила в солонуватих болотах. Ймовірно, харчувався м’якою водною рослинністю.